# Västertjärnarna (Tåsjö socken, Ångermanland, 714840-149601)
Västertjärnarna är en sjö i Strömsunds kommun i Ångermanland och ingår i Ångermanälvens huvudavrinningsområde.